# Spisek omski
Spisek omski – spisek zawiązany 24 czerwca 1833 przez polskich zesłańców syberyjskich w Omsku.
Latem 1832 do Omska trafiło około 2500 Polaków, zesłanych za udział w powstaniu listopadowym. Z tej grupy zaraz po zesłaniu wyodrębniło się kilku przywódców, którzy stawiali sobie za cel dalszą walkę z rosyjskim zaborcą, jednak poprzez wybuch powstania na terenach syberyjskich, które w dalszym etapie rozciągnęłoby się na inne okupowane przez Rosjan ziemie, w tym polskie. Na czele grupy spiskowej stanęli Polacy wywodzący się z inteligencji: ksiądz i poeta Jan Henryk Sierociński, doktor medycyny Franciszek Ksawery Szokalski i poeta Władysław Drużyłowski, którzy szybko zaczęli organizacyjnie łączyć pozostałych polskich zesłańców i przygotowywać ich do walki. Spiskowcy planowali oderwać Syberię od Rosji, liczyli przede wszystkim na pozostałych polskich zesłańców z Omska i okolic, ale także na pomoc zbuntowanych żołnierzy i zesłańców rosyjskich. Zabiegi te były w tak zaawansowanym stanie, że wyznaczono dokładną datę wybuchu powstania oraz nawiązano kontakty z przedstawicielami władców kazachskich. Jednak tuż przed wybuchem powstania grupa spiskowa została zdradzona i rozbita. Śledztwo w sprawie spisku trwało trzy lata. Aresztowano i przesłuchano setki osób. 1 września 1835 omski sąd wojskowy wydał w tej sprawie m.in. 25 wyroków śmierci. Rosjanie skazali polskich jeńców na praszczęta. W samym Omsku podczas wykonywania kary dnia 7 marca 1837 na grupie spiskowców 11 z nich (w tym księdza Sierocińskiego) publicznie rozerwano poprzez zadawanie ciosów kijami po całym ciele, dwunasty skazany ocalał mimo otrzymania 6000 zasądzonych uderzeń. Egzekucję Jana Henryka Sierocińskiego uwiecznił Lew Tołstoj w opowiadaniu Za co?. Pozostałych spiskowców mordowano w identyczny sposób w okolicznych miejscowościach wokół Omska.
Polski zesłaniec Agaton Giller tak opisał brutalne katusze polskich powstańców:

Za miastem, na placu oczyszczonym ze śniegu w długie ulice wyciągnięto trzy bataliony. Żołnierzom zamienionym na katów rozdano grube kije, których zapasy na kupach leżały. Był mróz trzaskający. Z więzienia wyprowadzono na plac kajdanami brząkających Polaków. Przytoczono im wyroki. Obnażono od stóp aż do szyi. Każdemu obie ręce przywiązano do lufy karabinu, a dwóch podoficerów ciągnąc za kolbę, wprowadzili jednego za drugim dwunastu męczenników w ulicę żołnierzy, najeżoną kijami jakby nożami. Bębny zagrały. W takt muzyki posypały się razy na plecy, piersi, głowy, brzuchy i nogi ciągnionych. Ciało kijami jak ciasto odrywano. Kawały jego latały w powietrzu lub poodkładane wlokły się po ziemi za idącym, i okazały się gołe żebra. Bito szkielety ludzkie krwią cieknące. Serca było widać i wnętrzności poszarpane świat ujrzały. Krwią purpurową zapłonęła droga męczenników za wolność, już nie tylko europejskich, ale i azjatyckich narodów.